# Un fiume amaro
Un fiume amaro   è un brano musicale scritto da Mikīs Theodōrakīs con i testi di Sandro Tuminelli.
La canzone uscì come singolo nel 1970 di Iva Zanicchi.

## O Kaimòs
Il brano originale in greco ο Καημός (O Kaimòs), che tradotto significa anelito o desiderio, fu scritto nel 1962 da Mikīs Theodōrakīs sul testo del paroliere Dimitris Christodoulou (1924 - 1991), uno dei massimi rappresentanti della εθνικò τραγοùδι (poesia musicata o anche canzone nazionale). Fu pubblicata nell'album Όμορφη Πόλη (Bella città) di Grīgorīs Mpithikōtsīs (1922 - 2005).
Iva accetta di cantare la canzone perché Sandro Tuminelli si dimostra capace di rendere un metro non sempre facile da adattare musicalmente. Ne viene fuori una bella canzone d’amore, nella quale la protagonista si duole in segreto del tradimento consumato dall’amato. La parola greca Καημός sarebbe stata di difficilissima traduzione in italiano, in quanto significa propriamente “bruciore”, “qualcosa che brucia”; indica il sentirsi bruciare di desiderio e di rimpianto, o di colpa.
In realtà Mikīs Theodōrakīs si rivolge alla stessa Grecia, ferita dall’avvento al potere dei Colonnelli. L’amarezza che lui prova - il fiume amaro che sente scorrere dentro di sé - è quella causata dal constatare che, una parte dei greci ha tradito, appoggiando quel regime, le istanze di libertà in precedenza espresse da quel popolo.
Iva Zanicchi dirà:

## Successo e classifiche
Il brano, scelto quale singolo di lancio dell'album Caro Theodorakis... Iva, viene presentato da Iva in una puntata del programma televisivo Senza rete e, poi, riproposto alla semi-finale di Canzonissima dello stesso anno, riuscendo, così, ad arrivare in finale.
Entra nella top 10, all'8ª posizione, nella settimana del 26 dicembre 1970, e vi rimarrà a pianta stabile per altre sedici settimane, fino a quella del 24 aprile del 1971. Vende oltre un milione di copie, diventando, in assoluto, uno dei maggiori successi di tutta la carriera dell'artista.

## Altre versioni
- Vicky Léandros
- Georges Moustaki
- Arja Saijonmaa
- Tomislav Ivčić con Meri Cetinić (Gorka rijeka)